# Kuxa kanema, capítulos 1, 63, 262
Kuxa kanema, capítulos 1, 63, 262 es una película.

## Sinopsis
Son tres episodios de Kuxa Kanema, el noticiario cinematográfico iniciado durante los primeros años de la República Popular de Mozambique. Se trata de imágenes documentales de la utopía vivida por la joven nación en plena construcción, ampliamente difundidas en un país que aún no tenía cadenas televisivas. Kuxa Kanema se convirtió en la escuela de cine de la primera generación de cineastas mozambiqueños.